# أبو بكر النجاد
أَبُو بَكْرٍ أَحْمَدُ بْنُ سَلْمَانَ بْنِ الْحَسَنِ بْنِ إِسْرَائِيلَ بْنِ يُونُسَ الْبَغْدَادِيُّ الْحَنْبَلِيُّ النَّجَّادُ (253 – 10 ذو الحجة 348هـ / 867 – 960م) فقيه ومحدث من الثقات، سمع من أبي داود السجستاني، وروى عنه "كتاب الناسخ"، وصنف ديوانًا كبيرًا في السنن، وكتابًا في الفقه والاختلاف، وأصبح ضريرًا في كبره.
أنه له حلقتان يوم الجمعة، الأولى: قبل الصلاة للفتوى على مذهب أحمد بن حنبل والثانية لإملاء الحديث بعد الصلاة، ويكثر الناس لسماعه حتى يغلق بابان من أبواب المسجد مما يلي حلقته.

## طلبه للعلم
ارتحل إلى أبي داود السجستاني فسمع منه، وسمع من أحمد بن ملاعب، ويحيى بن أبي طالب، والحسن بن مكرم، وأحمد بن محمد البرتي، وهلال بن العلاء الرقي، وإسماعيل القاضي، ويزيد بن جهور، وأبا بكر بن أبي الدنيا القرشي، وإبراهيم الحربي، والحارث بن أبي أسامة، والكديمي، وعبد الملك بن محمد الرقاشي، ومحمد بن إسماعيل الترمذي، وجعفر بن أبي عثمان الطيالسي، ومعاذ بن المثنى، وبشر بن موسى، ومحمد بن عبد الله مطينا.
حدث عنه : أبو بكر القطيعي، وأبو بكر عبد العزيز الفقيه، وابن شاهين، والدارقطني، وابن منده، وأبو بكر محمد بن يوسف الرقي، وأبو الحسن بن الفرات، وأبو سليمان الخطابي، وأبو عبد الله الحاكم، وابن رزقويه، وأبو الحسين بن بشران، وأبو القاسم الخرقي، وأبو بكر بن مردويه، وأبو علي بن شاذان، وابن عقيل الباوردي، وأبو القاسم بن بشران.

## الجرح والتعديل
أثنى عليه العلماء منهم:
- قال الذهبي: «الإمام المحدث الحافظ، الفقيه المفتي، شيخ العراق، صنف ديوانا كبيرا في السنن، وكتابا في الفقه والاختلاف، وكان رأساً في الفقه رأساً في الرواية.»
- كان أبو الحسن بن رزقويه يقول: «النجاد ابن صاعدنا، قال الخطيب: يعني أن النجاد في كثرة حديثه واتساع الإشارة وأصناف فوائده لمن سمع منه كابن الصاعد لأصحابه؛ إذ كل واحد من الرجلين كان واحد وقته.»
- قال أبو إسحاق الطبري: «كان النجاد يصوم الدهر، ويفطر كل ليلة على رغيف، فيترك منه لقمة، فإذا كان ليلة الجمعة تصدق برغيفِه واكتفى بتلك اللقم.»
- قال أبو علي الصواف: «كان أحمد بن سلمان يأتي المحدثين ونعله في يده، فقيل: لم لا تلبس نعلك؟ قال: أحب أن أمشي في طلب حديث رسول الله ﷺ وأنا حاف.»
- قال أحمد بن عبد الله الحربي: «سمعت أبا بكر أحمد بن سلمان النجاد يقول: من نقر على الناس قل أصدقاؤه، ومن نقر على ذنوبه طال بكاؤه، ومن نقر على مطعمه طال جوعه.»
- قال أبو بكر الخطيب: «كان النجاد صدوقا عارفا، صنف " السنن "، وكان له بجامع المنصور حلقة قبل الجمعة للفتوى، وحلقة بعد الجمعة للإملاء.»
- قال الدارقطني: «حدث النجاد من كتاب غيره بما لم يكن في أصوله، قال الخطيب: كان قد أضر؛ فلعل بعضهم قرأ عليه ذلك.»

## مصنفاته
له من المصنفات:
- السنن
- مسند عمر بن الخطاب
- الفوائد
- الخلاف في الفقه
- الرد على من يقول القرآن مخلوق
- قلادة النحر
- ذكر من له الآيات ومن تكلم بعد الموت
- جمع تلاميذه ما يمليه في كتاب أمالي أبي بكر النجاد، وممن روى أماليه:ابن مخلد، المحاملي[5]